# Arasada
Arasada is een geslacht van vlinders van de familie Uilen (Noctuidae), uit de onderfamilie Acontiinae.

## Soorten
- A. albicosta Hampson, 1894
- A. javanica Hampson, 1910
- A. kanshireiensis Wileman, 1916
- A. mollis Warren, 1912
- A. pyraliformis Moore, 1884